# Le Roi singe (film, 1995)
Pour les articles homonymes, voir Le Roi singe.
Pour plus de détails, voir Fiche technique et Distribution.
Le Roi singe (西遊記, Sai yau gei) est un film fantastique hongkongais en deux parties, co-écrit et réalisé par Jeffrey Lau.
Inspiré du célèbre roman chinois La Pérégrination vers l'Ouest, la première partie, La Boîte de Pandore, sort le 21 janvier 1995, et la seconde, Cendrillon, le 4 février 1995, à Hong Kong.
Un troisième volet, Le Roi singe - 3e partie (en), sort en Chine le 14 septembre 2016.

## Synopsis
Le chef d'une bande de brigand (Stephen Chow) ignore qu'il est la réincarnation de Sun Wukong, le roi singe. Il se fait attaquer par plusieurs démons qui le recherchent. Il tombe amoureux de l'un d'entre eux, une femme immortelle (Karen Mok), qui se suicide lorsqu'elle croit qu'il ne l'aime plus. Il se sert alors de la boîte de la Lune, qu'il a découverte dans la grotte de la montagne des Cinq doigts alors qu'il cherche à creuser un tunnel pour échapper aux démons qui le retiennent prisonnier, pour remonter le temps quelques minutes auparavant et tenter de la sauver. Après de multiples tentatives, la boîte de la Lune défaille et il fait un bond de 500 ans en arrière au moment où le roi singe s'est fait punir par le Bouddha.

## Fiche technique
- Titre français : Le Roi singe
- Titre original : 西遊記第壹佰零壹回之月光寶盒 (pinyin : Xīyoújì dìyībǎilíngyī huí zhī yuèguāng bǎohé, littéralement Voyage vers l'Ouest Chapitre 101 - La boîte à clair de lune)
- Réalisation : Jeffrey Lau
- Scénario : Jeffrey Lau et Stephen Chow, d'après le roman de Wu Cheng'en
- Musique : Lowell Lo et Zhao Jiping
- « Chorégraphie martiale » : Ching Siu-tung
- Montage : Kai Kit Wai
- Photographie : Kwong Ting-Wo / Kwan Pak-Huen
- Production : Yeung Kwok Fai
- Pays d'origine :  Hong Kong
- Langue originale : cantonais
- Format : couleurs - 1,85:1 - son Dolby Digital 5.1
- Genre : fantasy, aventures, mo lei tau
- Durée : 85 minutes et 95 minutes
- Date de sortie : n/a

## Distribution
- Stephen Chow (VF : Damien Boisseau) : le roi singe
- Athena Chu : Lin Zixia / Volute de soie
- Ng Man-tat : l'adjoint du chef des brigands
- B. D. Wong : Buddha
- Law Kar-ying : Tang Sanzang
- Yammie Lam (VF : Déborah Perret) : le démon-femme araignée
- Karen Mok : Pak Jing-Jing (2e femme-démon)
- Jeffrey Lau : Grand-père Buddha
- Lu Shuming : le roi-démon taureau
- Ada Choi (en) : la princesse à l'éventail de fer
- Johnnie Kong : Sha Wujing

 Source et légende : version française (VF) sur RS Doublage

## Note de référence
1. ↑  (zh) « 大话西游3 (2016) », movie.douban.com, douban.com (consulté le 11 septembre 2016).
2. ↑  « Fiche du doublage français du film », sur RS Doublage